# Eugène Charles Catalan
Pour les articles homonymes, voir Catalan (homonymie).
Eugène Charles Catalan, né le 30 mai 1814 à Bruges et mort le 14 février 1894 à Liège, est un mathématicien franco-belge, spécialiste de la théorie des nombres.

## Biographie
Eugène Charles Catalan naît le 30 mai 1814 à Bruges, en Belgique. Son père, Joseph Catalan, un joaillier parisien, le reconnaît en 1821. Eugène vit à Paris à partir de 1825 ; il intègre l'École polytechnique (Promotion X1833). Il est expulsé de l'école l'année suivante pour son activisme républicain (il avait déjà pris une part active aux journées de 1830,). Il est autorisé en 1835 à reprendre ses études à Polytechnique et en sort diplômé, puis enseigne les mathématiques à l'École des Arts et Métiers de Châlons-sur-Marne. Son ami Liouville l'aide à obtenir en 1838 un poste d'enseignant en géométrie descriptive à Polytechnique. Mais ses activités politiques très à gauche mettent un frein à sa carrière.
Il enseigne pendant plusieurs années au lycée Charlemagne. En 1844, dans une lettre à l'éditeur du Journal de Crelle, Catalan écrit sa célèbre conjecture :
« Je vous prie, Monsieur, de vouloir bien énoncer, dans votre recueil, le théorème suivant, que je crois vrai, bien que je n'aie pas encore réussi à le démontrer complètement : d'autres seront peut-être plus heureux :
Deux nombres entiers consécutifs, autres que 8 et 9 ne peuvent être des puissances exactes; autrement dit : l'équation 
{\displaystyle x^{p}-y^{q}=1}  dans laquelle les inconnues sont entières et positives, n'admet qu'une seule solution. »
De nombreux mathématiciens, dont Camille-Christophe Gerono, Henri-Léon Lebesgue et Paul Langevin s'attaquent sans succès à cette conjecture, qui ne fut démontrée qu'en 2002 par Preda Mihăilescu, devenant ainsi le théorème de Catalan.
Il participe à la révolution de 1848 et refuse de prêter serment au président Louis-Napoléon après le plébiscite de 1851 ; en 1865, il quitte finalement la France pour retourner en Belgique, et enseigne l'analyse à l'université de Liège.
Catalan fonde en 1875 le journal de mathématiques la Nouvelle Correspondance mathématique. Catalan travaille en analyse en étudiant les équations différentielles et les séries entières, en s'intéressant au calcul d'intégrales multiples ; il fait des recherches en géométrie différentielle (il publie en 1843 ses résultats sur des surfaces algébriques qui portent aujourd'hui son nom) et en théorie des nombres. Il publiait une grande partie de ses résultats de recherche dans le Journal de mathématiques pures et appliquées. En 1876, il a été candidat malheureux à l'Académie des sciences de Paris mais c'est Borchardt qui a été élu.
Il reçoit la Croix de Chevalier de l'Ordre de Léopold en 1879. Considéré alors comme un mathématicien très éminent en théorie des nombres, il est désigné en 1883 par l'Académie des sciences belge, pour être l'un des trois jurés chargés d'accorder un prix pour une démonstration du dernier théorème de Fermat. La IIIème République le distingue en lui décernant la croix de chevalier de la Légion d'honneur le 30/12/1887. Eugène Catalan meurt le 14 février 1894 à Liège.
Actuellement, l'Académie royale de Belgique décerne le Prix Eugène-Catalan, tous les cinq ans, à un savant belge ou français qui aura fait une avancée importante dans les sciences mathématiques pures.

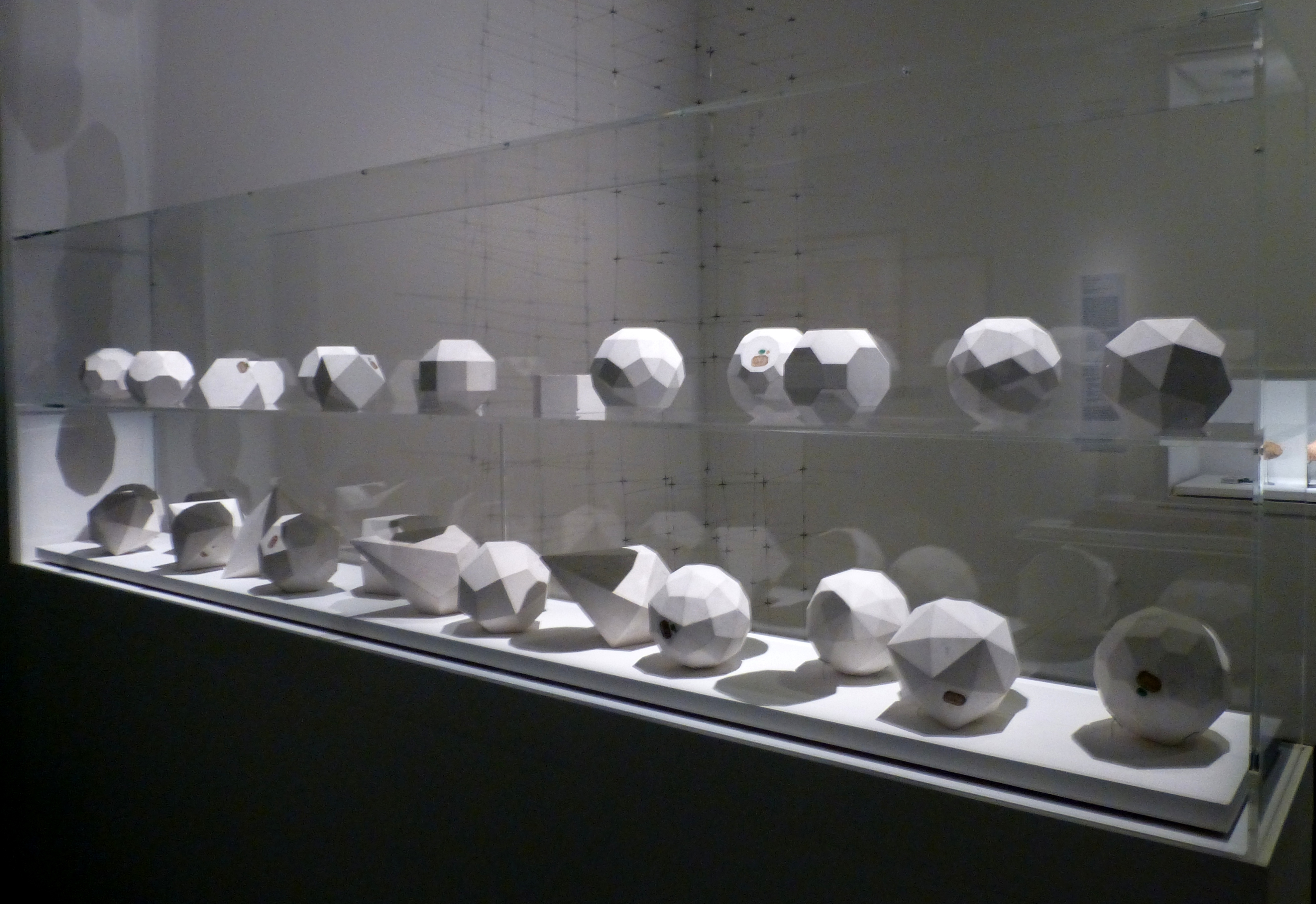
Exposition au musée des Arts et Métiers de Paris

Eugène Catalan fut le premier à étudier systématiquement les polyèdres dérivés des solides d'Archimède. Ils sont connus aujourd'hui comme les solides de Catalan.
Des nombres fréquemment utilisés en combinatoire portent son nom : les nombres de Catalan.
Une constante porte également son nom : la constante de Catalan.
Il est inhumé au cimetière de Robermont à Liège.